# O Farol Paulistano
O Farol Paulistano fue el primer periódico impreso publicado en la entonces provincia de São Paulo en 1827 durante la crisis del Primer Reinado. Su editor fue el político y magistrado brasileño José da Costa Carvalho - conocido como el Marqués de Monte Alegre - quien sería miembro de la Regencia Trina Permanente. El marqués baiano dio al periódico su primera gran característica: ejercer un papel político durante la transición entre el Primer Reinado y el periodo regencial, época decisiva en la formación del estado nacional brasileño sobre moldes liberales.
Se publicó por primera vez el 7 de febrero de 1827 y dejó de circular cuatro años después en 1831 cuando su impulsor el Marqués de Monte Alegre fue elegido para el cargo de miembro de la Regencia Trina Permanente siendo su último número del correspondiente al día 17 de junio de 1831.
Además de José da Costa Carvalho, también participó en la edición del periódico el maranhense João Bráulio Muniz con quien Monte Alegre formaría la Regencia Trina Permanente en el futuro. Una de las principales dificultades encontradas por los editores que idealizaban el proyecto de actual políticamente a través de las noticias provinciales fue la falta de tipógrafos que pudieran trabajar en la elaboración del propio periódico.